# 김민정 (유도 선수)
김민정(金珉程, 1988년 8월 8일 ~ )은 대한민국의 유도 선수이다.
2015년 우즈베키스탄 타슈켄트에서 열린 그랑프리 국제유도대회 78kg이상급 결승에서 중국의 마시시에게 지도승을 거두고 우승을 차지했다. 2016년 현재 한국마사회 소속이다.

2016~현재 한국마사회 렛츠런 유도단 소속 선수(+78kg급)

성적

- '17 IJF 월드 마스터스 +78kg급 우승

- '17 도쿄 그랜드슬램 +78kg급 3위

- '17 유러피안컵 말라가 국제유도대회 +78kg급 우승

- '17 세계유도선수권대회 +78kg급 3위

- '17 아시아유도선수권대회 +78kg급 2위

- '17 유러피안 오픈 오베르바트 +78kg급 우승

- '17 파리 그랜드슬램 +78kg급 3위